# Solaris (hệ điều hành)
Solaris là một hệ điều hành Unix ban đầu được phát triển bởi Sun Microsystems. Nó thay thế SunOS trước đó của họ vào năm 1993. Năm 2010, sau khi Oracle mua lại Sun, nó được đổi tên thành Oracle Solaris.